# C-betűs lepke
A c-betűs lepke (Polygonia c-album, korábban Comma c-album)  a rovarok (Insecta) osztályának lepkék (Lepidoptera) rendjébe, ezen belül a tarkalepkefélék (Nymphalidae) családjába tartozó faj.

## Előfordulása
Egész Európában megtalálható, a 66. szélességi fokig. A vegyszeres gyomirtás következtében erősen megritkult, ezért védelemre szorul.

## Megjelenése
A c-betűs lepke elülső szárnya 2,5 centiméter. A kis rókalepkére (Aglais urticae) hasonlít, a különbség a szárnyak felső felületén levő fekete pontok eloszlásából és nagyságából, valamint a c-betűs lepke erősebben csipkés-fogas szélű szárnyaiból adódnak. Nevét onnan kapta, hogy hátulsó szárnyának fonákján barna alapon ezüstös C alakú rajzolat látható. A második nemzedék szárnya kissé sötétebb árnyalatú az elsőénél. Hernyója ránézésre madárürülékre emlékeztet.

## Életmódja
A c-betűs lepke erdőszélek, vágások, bozótos területek, parkok és kertek lakója; a hegységekben 2000 méterig megtalálható. A kifejlett lepke telel át.
Rendszerint két nemzedéke fejlődik ki: az első június végétől július végéig, a második augusztus közepétől szeptember végéig, ritkábban októberig repül. A második nemzedék csak részlegesen fejlődik ki; egyes lepkék már augusztusban visszahúzódnak telelőhelyeikre. Hernyójának tápnövényei a csalán, a komló és a szil.

## Képek

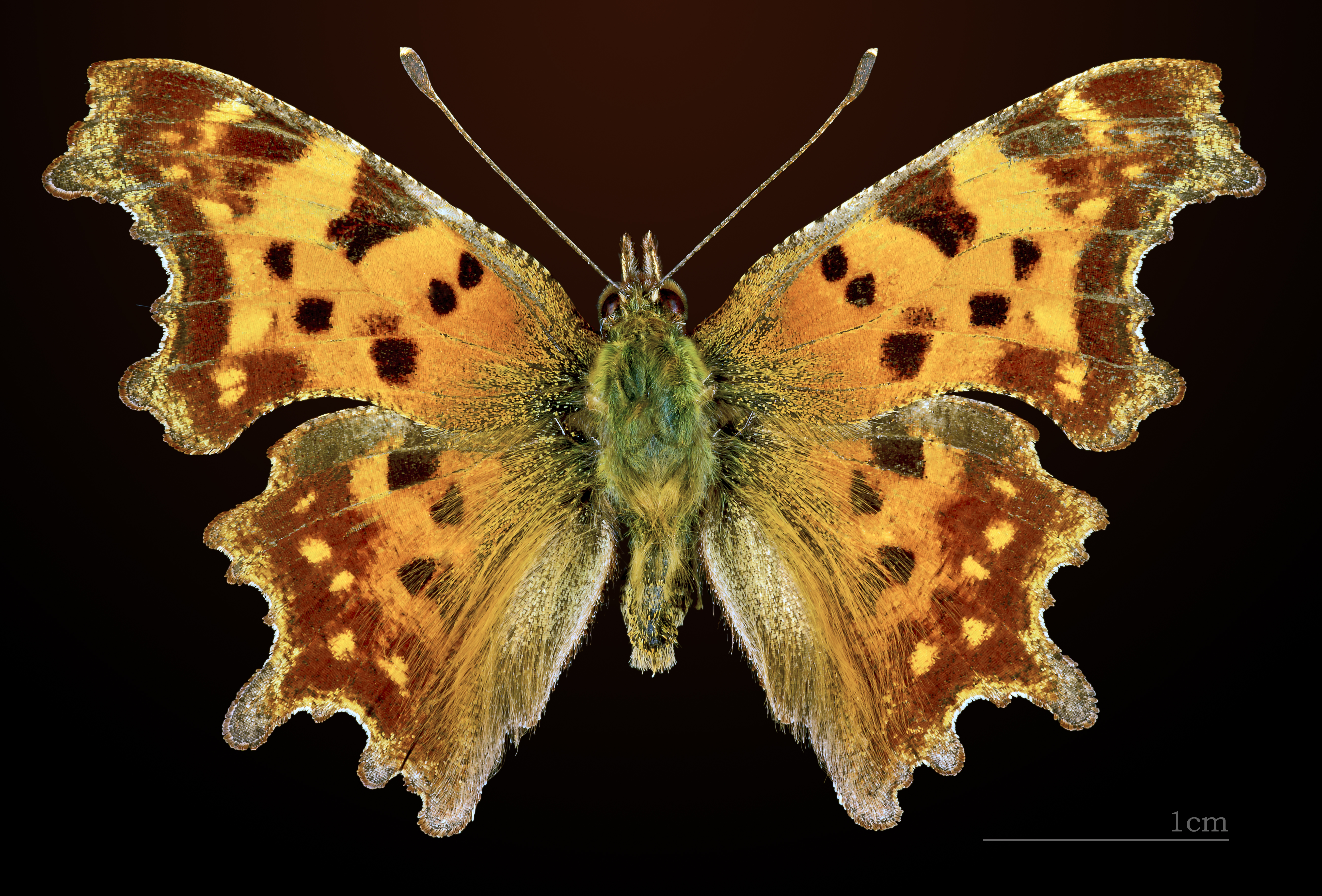
♂
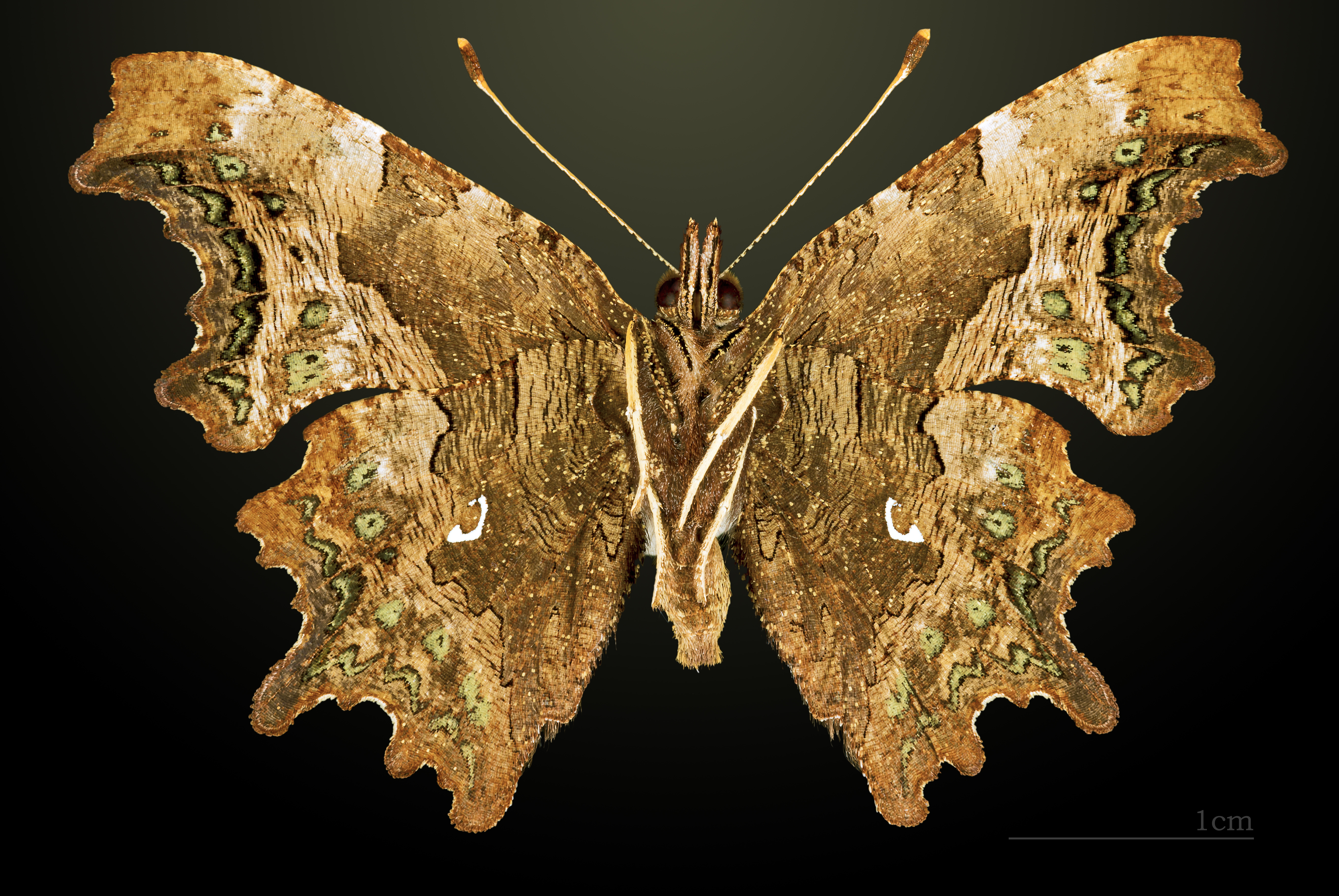
♂ △
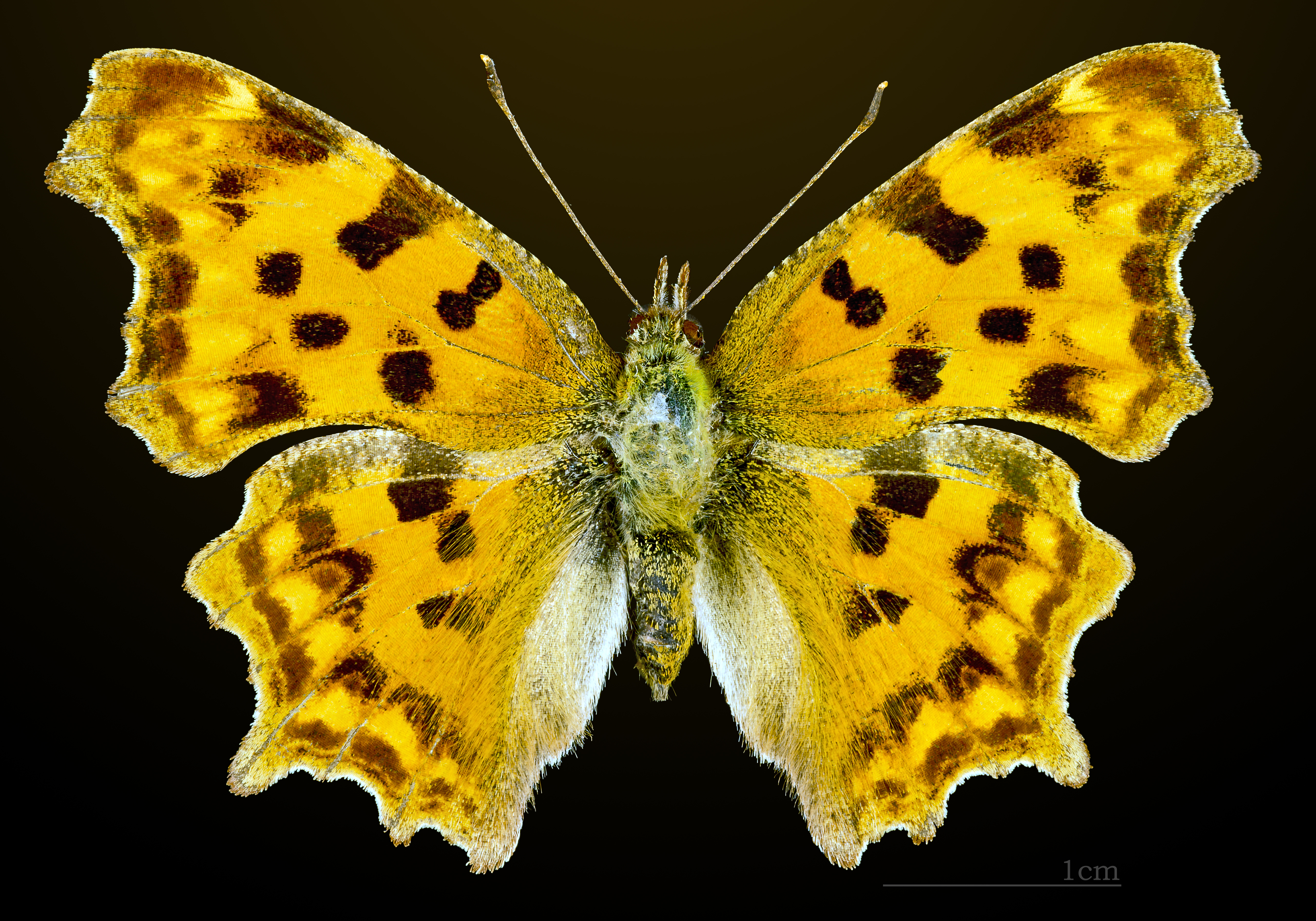
♀
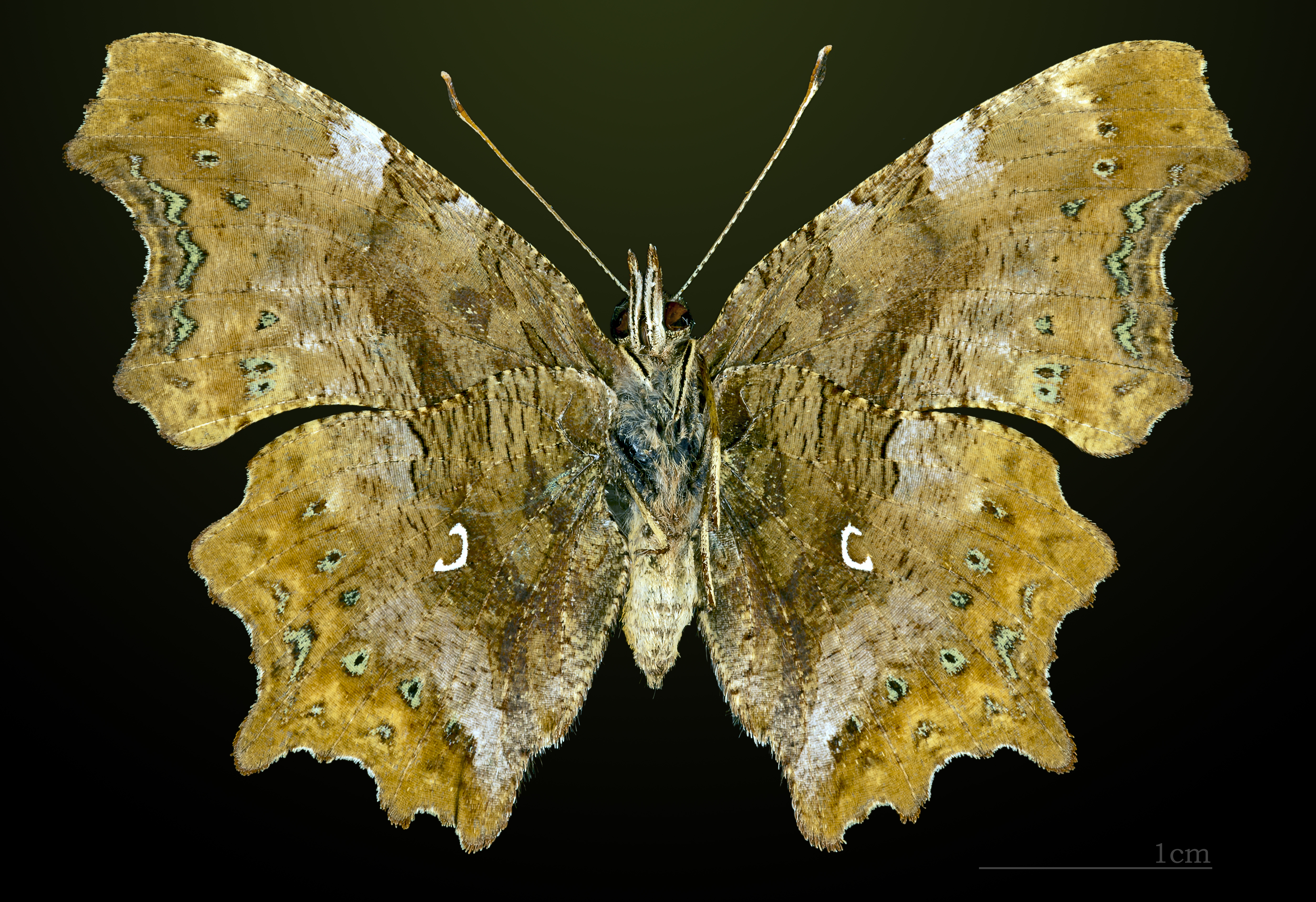
♀ △
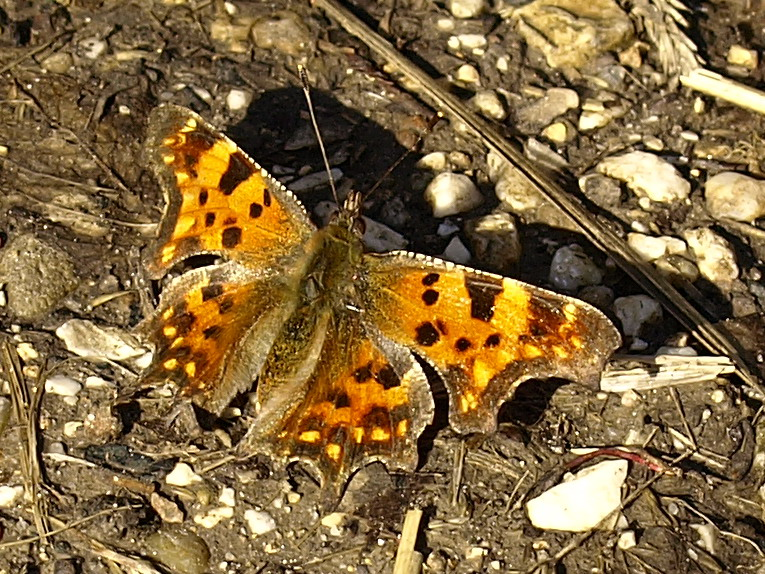
Áttelelt példány márciusban
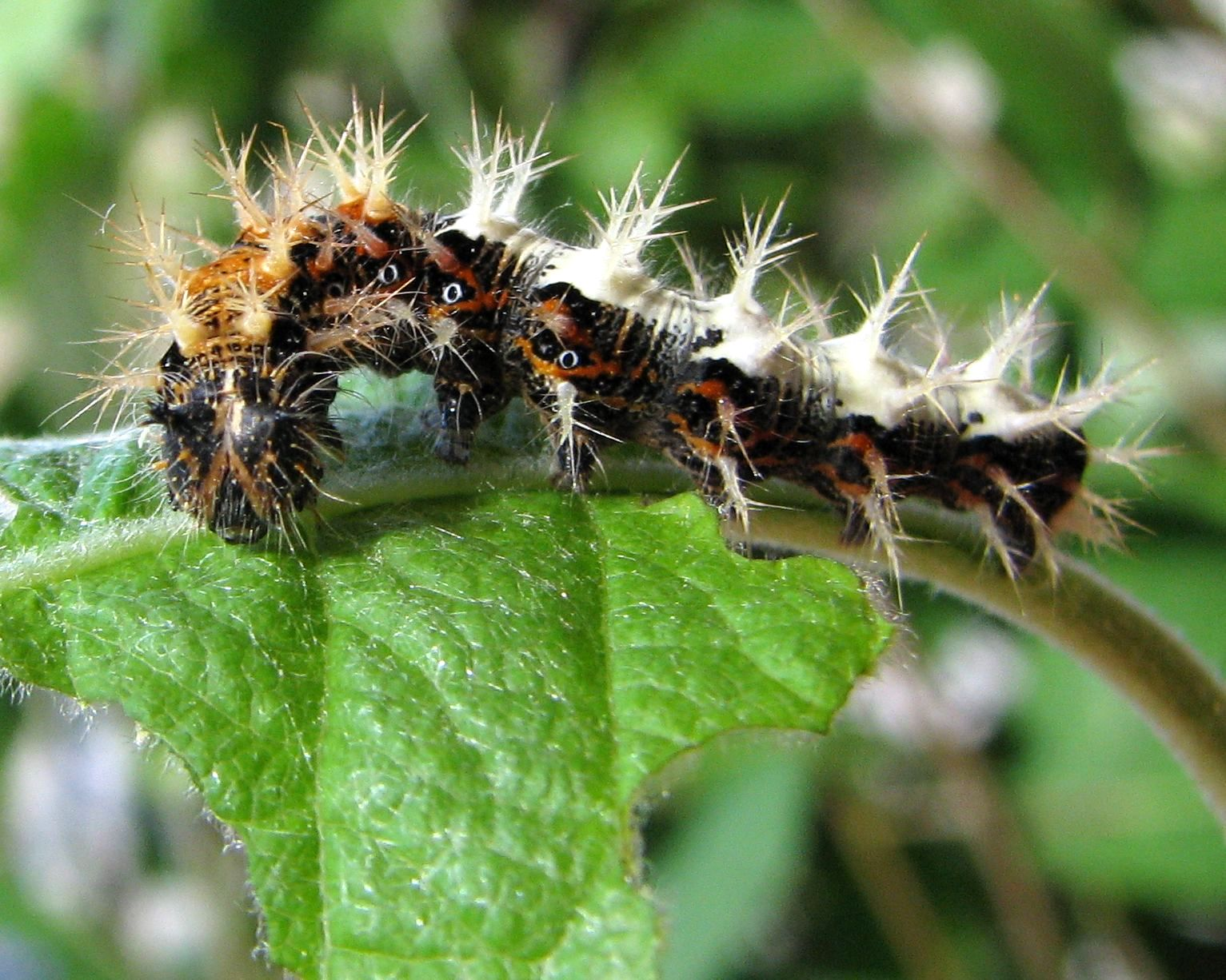
Lárva